# 1971 en science-fiction
| Années de la science-fiction : 1968 - 1969 - 1970 - 1971 - 1972 - 1973 - 1974    |
| Décennies de la science-fiction : 1940 - 1950 - 1960 - 1970 - 1980 - 1990 - 2000 |

L'année 1971 a été marquée, en matière de science-fiction, par les événements suivants.

## Naissances et décès

### Naissances
- 17 juillet : Cory Doctorow, écrivain canadien.
- 17 octobre : Patrick Ness, écrivain anglo-américain.
- 11 novembre : Martin Lessard, écrivain canadien, mort en 2018.

## Événements
- Création du prix Locus.
- Fin de la publication sous ce titre de Sciences et Voyages, créée en 1919.

## Prix

### Prix Hugo
- Roman : L'Anneau-Monde (Ringworld) par Larry Niven
- Roman court : Mauvaise rencontre à Lankhmar (en) (Ill Met in Lankhmar) par Fritz Leiber
- Nouvelle courte : Sculpture lente (Slow Sculpture) par Theodore Sturgeon
- Présentation dramatique : prix non décerné
- Magazine professionnel : The Magazine of Fantasy & Science Fiction, édité par Edward L. Ferman (en)
- Artiste professionnel : Leo and Diane Dillon (en)
- Magazine amateur : Locus, édité par Charles N. Brown (en) et Dena Brown
- Écrivain amateur : Richard E. Geis
- Artiste amateur : Alicia Austin (en)

### Prix Nebula
- Roman : Le Temps des changements (A Time of Changes) par Robert Silverberg
- Roman court : L'Homme qui avait disparu (The Missing Man) par Katherine MacLean
- Nouvelle longue : La Reine de l'air et des ténèbres (The Queen of Air and Darkness) par Poul Anderson
- Nouvelle courte : Bonnes nouvelles du Vatican (Good News from the Vatican) par Robert Silverberg

### Prix Locus
- Roman : L'Anneau-Monde (Ringworld) par Larry Niven
- Nouvelle : La Région intermédiaire (The Queen of Air and Darkness) par Poul Anderson
- Anthologie ou recueil de nouvelles : The Science Fiction Hall of Fame Volume 1 par Robert Silverberg, éd.
- Magazine : The Magazine of Fantasy & Science Fiction
- Magazine amateur : Locus
- Numéro d'un magazine amateur : Locus no 70
- Écrivain amateur : Harry Warner, Jr.
- Critique amateur : Ted Pauls
- Artiste de couverture pour les éditions de poche : Leo Dillon et Diane Dillon
- Artiste amateur : Alicia Austin
- Dessinateur amateur : Bill Rotsler

### Prix British Science Fiction
- Recueil de nouvelles : L'Instant de l'éclipse (The Moment of Eclipse) par Brian Aldiss

### Prix E. E. Smith Mémorial
- Lauréat : non attribué

### Prix Seiun
- Roman japonais : Tsugu no wa dare ka ? par Sakyō Komatsu

## Parutions littéraires

### Romans
- L'Autre Côté du rêve par Ursula K. Le Guin.
- Les Casseurs de mondes par Marion Zimmer Bradley.
- Le Congrès de futurologie par Stanislas Lem.
- Les Jeux de l'esprit par Pierre Boulle.
- Le Maître des ombres par Roger Zelazny.
- Les Monades urbaines par Robert Silverberg.
- Le Monde du fleuve par Philip José Farmer.
- Le Temps des changements par Robert Silverberg.
- Tomorrow is Too Far par James White.

### Recueils de nouvelles et anthologies
- The Doors of His Face, The Lamp Of His Mouth, and Other Stories par Roger Zelazny.
- More than Superhuman par d'A. E. van Vogt, James H. Schmitz et Forrest J. Ackerman.
- The Proxy Intelligence and Other Mind Benders par A. E. van Vogt et Edna Mayne Hull.
- Vermilion Sands par J. G. Ballard.
- Autres dieux, autres mondes.

### Nouvelles
- Bonnes nouvelles du Vatican par Robert Silverberg.
- La Loi anti-chiens de Cohen par Steven Schrader.

### Bandes dessinées
- L'Empire des mille planètes, album de la série Valérian et Laureline, écrit par Pierre Christin et dessiné par Jean-Claude Mézières.
- Prépublication de l'histoire Le Trio de l'étrange, cinquième récit de la série Yoko Tsuno de Roger Leloup, dans les no 1726 à no 1742 du journal Spirou (l'album sera publié l'année suivante).

## Sorties audiovisuelles

### Films
- Alien Terror par José Luis González de León et Jack Hill.
- Abattoir 5 par George Roy Hill.
- Les Évadés de la planète des singes par Don Taylor.
- Le Mystère Andromède par Robert Wise.
- Le Survivant par Boris Sagal.
- THX 1138 par George Lucas.
- Octaman par Harry Essex.
- Orange mécanique par Stanley Kubrick.